# Sicans
Els sicans (en grec antic Σικανοί "Sikanoi", en llatí sicani) eren un poble de Sicília que vivia a l'oest i nord-oest de l'illa on havien estat expulsats pels sículs procedents d'Itàlia segons la seva pròpia tradició. Altres tradicions deien que van marxar d'una part de l'illa per les erupcions de l'Etna. Es consideraven autòctons. Eren un dels tres pobles presents a l'illa abans de la colonització fenícia i grega. Els elimis vivien a l'oest, els sicans a la part central de l'illa, i els sículs a l'est. Entre els sicans i els sículs, el riu Salso feia de frontera.
Es creu que els sicans eren els habitants més antics de Sicília. L'historiador Tucídides diu que eren originaris d'Ibèria, i vivien prop d'un riu anomenat Sicà, i que havien immigrat cap a Sicília després d'una invasió dels lígurs al seu país. La font de Tucídides és desconeguda, encara que basa els seus escrits sobre Sicília en l'historiador Antíoc de Siracusa. En canvi, Timeu de Tauromènion creu que els sicans eren nadius de l'illa, segons diu Diodor de Sicília.
Els fenicis, que van establir colònies durant el segle XI aC, ja hi van trobar als sicans, i després els grecs, que van fundar la colònia de Siracusa, i moltes altres colònies gregues es van establir al voltant de l'illa. El 734 aC Siracusa s'havia convertit en la ciutat més gran del món de parla grega. Els sicans van ser absorbits gradualment per aquests pobles colonitzadors. Van desaparèixer com a poble diferenciat després de l'annexió de Sicília per Roma.